# MYBBP1A
Myb 결합 단백질 1A(Myb-binding protein 1A)는 인간에서 MYBBP1A 유전자에 의해 암호화되는 단백질이다.